# Greenwood, Wisconsin
Greenwood är en ort i Clark County i delstaten Wisconsin, USA.